# Lomagramma brassii
Lomagramma brassii är en träjonväxtart som beskrevs av Holtt. Lomagramma brassii ingår i släktet Lomagramma och familjen Dryopteridaceae. Inga underarter finns listade.